# 알버트 조지 래섬
알버트 조지 래섬(Albert George Latham, 1864-1940)은 뉴캐슬 대학교(Newcastle University)에서 최초로 현대 언어학 교수로 재직했다. 그는 런던, 본 (Bonn), 캉(Caen), 파리(Paris), 피렌체(Florence) 대학에서 교육을 받았으며 1893년 프랑스와 이탈리아에서 강사로 근무했다. 1899년 뉴캐슬 데일리 저널의 편집자인 머레이(AD Murray)의 딸과 결혼했다. 이후 부인인 래섬(Latham)여사는 나중에 아이들을 위한 책을 저술하였고, 또한 '케이티 아줌마'(Auntie Katie)로 지역 뉴캐슬 BBC 라디오 방송국의 '칠드런즈 아워'(Children 's Hour) 프로그램을 담당했었다.

## 작품
파우스트 (Faust: Parts 1 and 2. Translated 1912)
프랑스 문학의 옥스포드 보고(The Oxford Treasury of French Literature 1915)

## 같이 보기
- 베야드 테일러